# Anton Grot
Anton Grot (* 18. Januar 1884 in Kelbasin, damaliges Pommern, heutiges Polen als Antoni Franciszek Groszewski; † 21. März 1974 in Stanton, Kalifornien) war ein US-amerikanischer Art Director und Szenenbildner polnischer Abstammung, der fünfmal für den Oscar in der Kategorie bestes Szenenbild nominiert war und 1941 einen Ehren-Oscar, den Technical Achievement Award, erhielt.

## Leben
Nach seiner Auswanderung in die Vereinigten Staaten begann er eine Karriere als Szenenbildner und Art Director in der Filmindustrie und gab sein Debüt 1916 in dem Stummfilm The Light at Dusk. Im Laufe seiner fast 35-jährigen Laufbahn war er an der Entstehung von über 110 Filmen beteiligt. Ihm gelang es auch Carl Jules Weyl zur Arbeit als Filmarchitekt in Hollywood zu gewinnen.
Für seine Szenenbilder und Ausstattungen war er fünfmal für einen Oscar nominiert, und zwar bei der Oscarverleihung 1931 für Svengali (1931) von Archie Mayo, 1937 für Ein rastloses Leben (1936) von Mervyn LeRoy, 1938 für Das Leben des Emile Zola (1937) von William Dieterle, 1940 für Günstling einer Königin (1939) von Michael Curtiz sowie Oscarverleihung 1941 für den Schwarzweißfilm Der Herr der sieben Meere von Michael Curtiz.
Für seine besondere Verdienste wurde ihm bei der Oscarverleihung 1941 mit dem Technical Achievement Award ein Ehrenoscar verliehen. Gewürdigt wurden dabei sein Entwurf und die Verbesserung der Illusionsmaschine für Wogen und Wellen im Filmstudio von Warner Brothers. Seine letzte Mitarbeit in einem Film hatte er 1950 in dem Film noir-Kriminalfilm Gesetzlos von Vincent Sherman.

## Filmografie (Auswahl)
- 1924: Der Dieb von Bagdad (The Thief of Bagdad)
- 1926: Der Wolgaschiffer (The Volga Boatman)
- 1928: Die neue Heimat (A Ship Comes In)
- 1931: Der kleine Cäsar (Little Caesar)
- 1931: Svengali
- 1932: Der Rächer des Tong / Der Mann mit dem Beil (The Hatchet Man)
- 1932: Der geheimnisvolle Dr. X (Doctor X)
- 1932: 20.000 Jahre in Sing Sing (20,000 Years in Sing Sing)
- 1932: Ein ausgefuchster Gauner (High Pressure)
- 1932: Rettender Ruin (A Successful Calamity)
- 1932: Zwei Sekunden (Two Seconds)
- 1933: Das Geheimnis des Wachsfigurenkabinetts (Mystery of the Wax Museum)
- 1933: Goldgräber von 1933 (Gold Diggers of 1933)
- 1933: Mast- und Schotbruch! (Son of a Sailor)
- 1933: Urlaub vom Thron (The King's Vacation)
- 1933: Baby Face
- 1934: Die Spielerin (Gambling Lady)
- 1934: Das Mädel aus der Unterwelt (Upperworld)
- 1935: Die Goldgräber von 1935 (Gold Diggers of 1935)
- 1935: Ein Sommernachtstraum (A Midsummer Night's Dream)
- 1935: Unter Piratenflagge (Captain Blood)
- 1936: Ein rastloses Leben (Anthony Adverse)
- 1937: The Great Garrick
- 1939: Zum Verbrecher verurteilt (They Made Me a Criminal)
- 1939: Günstling einer Königin (The Private Lives of Elizabeth and Essex)
- 1940: Der Herr der sieben Meere (The Sea Hawk)
- 1940: Ein Mann mit Phantasie (A Dispatch from Reuters)
- 1941: Der Seewolf (The Sea Wolf)
- 1945: Solange ein Herz schlägt (Mildred Pierce)
- 1946: Nora Prentiss
- 1947: Hemmungslose Liebe (Possessed)
- 1947: Der Unverdächtige (The Unsuspected)
- 1948: Zaubernächte in Rio (Romance on the High Seas)
- 1950: Gesetzlos (Backfire)